# 前30世纪
| 千纪： | 前4千纪 \| 前3千纪 \| 前2千纪 |
| 世纪： | 前33世纪 \| 前32世纪 \| 前31世纪 \| 前30世纪 \| 前29世纪 \| 前28世纪 \| 前27世纪                                                         |
| 年代： | 前2990年代 \| 前2980年代 \| 前2970年代 \| 前2960年代 \| 前2950年代 \| 前2940年代 \| 前2930年代 \| 前2920年代 \| 前2910年代 \| 前2900年代 |

前3000年至前2901年的这一段期间被称为前30世纪。

## 重要事件、发展与成就
- 科学技术
  - 两河流域和古代中国开始使用窑烧制陶器。
  - 腓尼基人发明玻璃制造工艺，制作玻璃球
  - 中国人颛顼在良渚文化遗址建造了世界上最早的水坝

- 战争与政治
  - 公元前3000年，城市紛紛在各地建立起來。

- 公元前30世纪的天灾人祸

- 文化
  - 克里特文明出现
  - 小北文明出现

- 疾病与医学

- 环境与自然资源